# Johanneskirche (Basel)

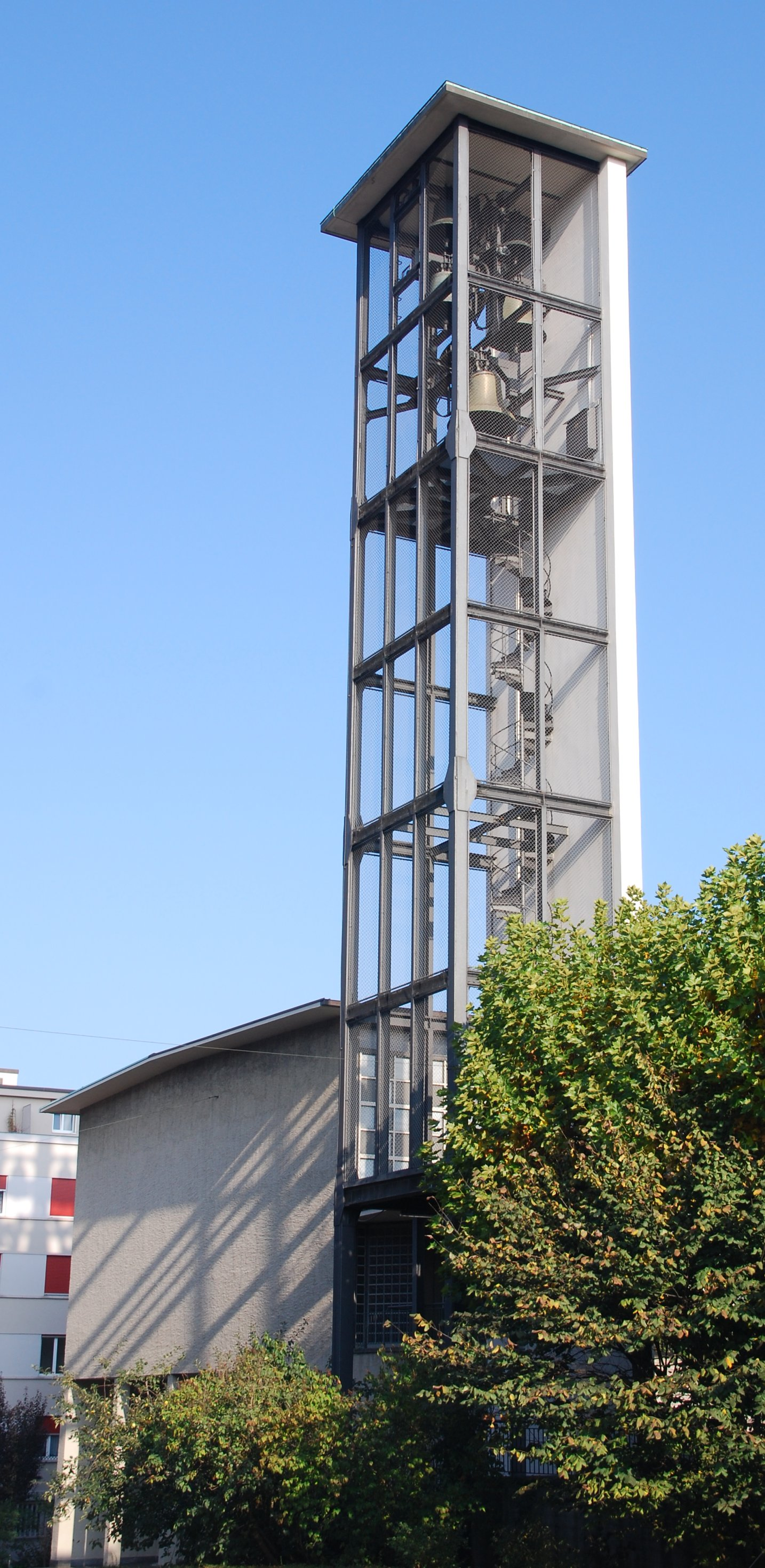
Johanneskirche

Die Johanneskirche (auch Quartiergemeinde St. Johannes genannt) ist eine evangelisch-reformierte Kirche in der Stadt Basel. Sie befindet sich im Kannenfeld-Quartier im Stadtteil St. Johann Das Gotteshaus wurde im Jahr 1996 unter Denkmalschutz gestellt.

## Geschichte und Baubeschreibung
Im Jahre 1936 bauten Karl Egender und Ernst Friedrich Burckhardt als Gewinner eines Wettbewerbs die damals hoch moderne Johanneskirche (nach dem heiligen Johannes) mit Gemeindetrakt und Pfarrhaus.
Der langgestreckte rechteckige Baukörper des Kirchentrakts mit Flachdach orientiert sich zum Kannenfeldplatz hin, liegt jedoch zurückversetzt auf dem Areal und schafft so eine Zäsur zwischen dem Kirchhof und dem etwas tiefer liegenden Wohnquartier.
Die Architektur der Johanneskirche folgt den klaren Richtlinien ihrer Bauzeit. So prägt die Architektursprache der «Neuen Sachlichkeit» mit Beton, sichtbaren Stahlträgern und Glasbausteinen den Kirchenbau und seine Gestaltung in ihrer reinen technischen Formgebung. Besonders markant ist der Glockenturm, welcher dreiseitige Einsicht gewährt und als rein funktionales Element den entscheidenden Akzent in der Überbauung setzt. Im Innern demonstrieren die Aufstellung der Orgelpfeifen und der vorne angeordneten Spieltisch der Orgel sowie die schwarzen Klappstühle den innenarchitektonischen Zeitgeist der 1930er Jahre.
Die Johanneskirche mit dem dazugehörenden Gemeindetrakt ermöglicht damals wie heute vielfältige Nutzungsmöglichkeiten parallel zum kirchlichen Betrieb.

## Glocken
Das fünfstimmige Geläut der Basler Johanneskirche wurde im Jahr 1936 von der Glockengiesserei H. Rüetschi aus Aarau gegossen.
| Nr. | Name                                              | Durchmesser | Masse   | Schlagton/Nominal |
| 1   | Sanctus, Heilig, Heilig, Heilig ist Gott der Herr | 1510 mm     | 2033 kg | des1              |
| 2   | Kyrie eleison, Herr, erbarme dich unser           | 1340 mm     | 1340 kg | es1               |
| 3   | Credo, Ich glaube an Gott, den Vater              | 1210 mm     | 1010 kg | f1                |
| 4   | Agnus Dei, Siehe, das ist Gottes Lamm             | 1000 mm     | 0604 kg | as1               |
| 5   | Gloria, Ehre sei Gott in der Höhe                 | 0890 mm     | 0890 kg | b1                |